# Coupe de l'IHF masculine 1982-1983
Navigation
Coupe de l'IHF 1981-1982 Coupe de l'IHF 1983-1984
La Coupe de l'IHF 1982-1983 est la 2e édition de la Coupe de l'IHF, aujourd'hui appelée coupe de l'EHF masculine.
Organisée par la Fédération internationale de handball (IHF), la compétition est ouverte à 22 clubs de handball en fonction de leurs résultats dans leur pays d'origine lors de la saison 1981-1982.
Elle est remportée par le club soviétique du ZTR Zaporojié, vainqueur en finale du club suédois du IFK Karlskrona.

## Résultats

### Premier tour
| Équipe 1          | Score    | Équipe 2            | Aller | Retour |
| ----------------- | -------- | ------------------- | ----- | ------ |
| ZTR Zaporojié     | 59 – 44  | FH Hafnarfjörður    | 29-19 | 30-25  |
| Blauw-Wit Beek    | forfait  | Sporting Lisbonne   | /     | /      |
| BM Granollers     | 66 – 42  | Maccabi Tel-Aviv    | 35-24 | 31-18  |
| Filippos Vérias   | 27 – 103 | HC Minaur Baia Mare | 12-52 | 15-51  |
| Stella Saint-Maur | 43 – 43  | Initia HC Hasselt   | 25-22 | 18-21  |
| ITT SC Eggenburg  | 54 – 41  | HB Dudelange        | 31-20 | 23-21  |

### Huitièmes de finale
| Équipe 1          | Score   | Équipe 2                     | Aller | Retour |
| ----------------- | ------- | ---------------------------- | ----- | ------ |
| ZTR Zaporojié     | 50 – 13 | Blauw-Wit Beek               | 26-8  | 24-21  |
| RTV 1879 Bâle     | 52 – 59 | Banyasz Tatabánya            | 22-27 | 30-32  |
| BM Granollers     | 38 – 52 | Reinikendorfer Füchse Berlin | 20-23 | 18-29  |
| Empor Rostock     | 49 – 41 | HC Minaur Baia Mare          | 25-18 | 24-23  |
| Initia HC Hasselt | 43 – 37 | HC Cassano Magnago           | 23-17 | 20-20  |
| Dinamo Pančevo    | forfait | BK-46 Karis                  | /     | /      |
| VSŽ Košice        | 47 – 49 | Helsingør IF                 | 29-24 | 18-25  |
| ITT SC Eggenburg  | 50 – 57 | IFK Karlskrona               | 23-32 | 27-25  |

### Quarts de finale
| Équipe 1       | Score   | Équipe 2                     | Aller | Retour |
| -------------- | ------- | ---------------------------- | ----- | ------ |
| ZTR Zaporojié  | 55 – 44 | Banyasz Tatabánya            | 29-18 | 26-26  |
| Empor Rostock  | 30 – 30 | Reinikendorfer Füchse Berlin | 16-18 | 14-12  |
| BK-46 Karis    | 52 – 47 | Initia HC Hasselt            | 26-23 | 26-24  |
| IFK Karlskrona | 47 – 46 | Helsingør IF                 | 23-20 | 24-26  |

### Demi-finales
| Équipe 1                     | Score   | Équipe 2      | Aller | Retour |
| ---------------------------- | ------- | ------------- | ----- | ------ |
| Reinikendorfer Füchse Berlin | 30 – 36 | ZTR Zaporojié | 15-19 | 15-17  |
| IFK Karlskrona               | 63 – 50 | BK-46 Karis   | 35-19 | 28-31  |

### Finale
| Équipe 1       | Score   | Équipe 2      | Aller | Retour |
| -------------- | ------- | ------------- | ----- | ------ |
| IFK Karlskrona | 36 – 45 | ZTR Zaporojié | 20-22 | 16-23  |